# حسن الحكيم
حسن بن عبد الرزاق الحكيم (1886- 1982 م) زعيم سوري من دمشق، تسلّم رئاسة الحكومة خلال الحرب العالمية الثانية وفي منتصف الخمسينيات، وهو من الآباء المؤسسين للجمهورية السورية وأحد واضعي دستور سورية عام 1950. وفي عهده الأول أُعلن استقلالُ سورية من الانتداب الفرنسي في أيلول عام 1941.

## البداية
ولِد حسن الحكيم في إحدى أكبر وأعرق الأُسر السورية في حي الميدان الدمشقي ودَرس العلوم الإدارية  في المعهد الملكي باسطنبول. عَمل في الوظائف الحكومية ووصل إلى منصب مدير الشعبة الثانية لمكتب اللوازم العسكرية عشية انسحاب الجيش العثماني من دمشق في 26 أيلول 1918. بايع الأمير فيصل بن الحسين حاكماً عربياً على البلاد وتم تعيينه مفتشاً مالياً على كافة أرجاء سورية، مسؤولاً عن حماية مخزون البلاد من الذهب والعملات الأجنبية. وفي عام 1920 عُيّن حسن الحكيم مديراً عاماً للبرق والبريد وقد أصدر طابعاً شهيراً يُعد الأندر بين مجموعة الطوابع السورية، موشحاً بماء الذهب بمناسبة تتويج الأمير فيصل ملكاً على البلاد يوم 8 آذار 1920.

الرئيس حسن الحكيم إلى اليسار مع الشيخ زين العابدين التونسي

## قضية تأخُّر البرقية
وبعدها بأشهر قليلة، صدر إنذار من الجنرال هنري غورو، مندوب فرنسا في سورية ولبنان، يطالب فيه الملك فيصل الأول بحلِّ الجيش السوري وتسليم البلاد إلى فرنسا لكي تتمكن من فرض نظام الانتداب بموجب اتفاقية سايكس بيكو الموقعة أيام الحرب العالمية الأولى بين حكومتي باريس ولندن. قَبِل الملك فيصل الشروط الفرنسية وبعث ببرقية تنصُّ على ذلك إلى الجنرال غورو، الذي ادَّعى أنها لم تصله في المدة الزمنية المحدَّدة لقبول الإنذار. وبذلك، بدأ الزحفُ الفرنسي تجاه مدينة دمشق لاحتلالها بالكامل. وقعت مواجهة عسكرية في معركة ميسلون يوم 24 تموز 1920، أدت إلى هزيمة الجيش السوري ومقتل وزير الحربية يوسف العظمة، وعلى إثرها دخل الفرنسيون دمشق وخلعوا الملك فيصل عن عرش سورية. وُجهت اتهاماتٌ إلى حسن الحكيم أنه أخَّر إرسالَ البرقية عن سابق قصد وتعمُّد، وشُكل مجلس عُرفي لمحاكمته يوم 1 آب 1920، برئاسة القائم مقام محمد علي النقشبندي. علَّق على هذه الحادثة قائلًا:
«تأخير البرقية لو كان بأمر مني لكان ذلك عملًا يشرفني ويدلُّ دلالة قاطعة على صدق وطنيتي؛ لخوفي من أن يحتلَّ الإفرنسيون البلاد بإرادتنا ورضانا، دون أن ندخلَ معهم ولو في معركة واحدة تساعدنا على حفظ شرفنا العسكري على الأقل. ولكن وِجداني يأبى عليَّ أن أدَّعيَ ما ليس لي به علم، كما أنه لا يمكنني أساسًا أن أتحمَّلَ مسؤولية كبرى مثلَ هذه المسؤولية مهما كنت متطرفًا في وطنيتي».

## سنوات المنفى الأولى
ثم سافر حسن الحكيم إلى مصر، حيث عمل مع صديقه الزعيم الوطني الكبير عبد الرحمن الشهبندر على تأسيس المؤتمر السوري الفلسطيني ليكون أولَ تنظيم سياسي معارض لحكم فرنسا في سورية وبريطانيا في فلسطين. وفي عام 1921، اتجه إلى إمارة شرق الأردن ليعمل مستشاراً للأمير عبد الله بن الحسين، الذي عَرض عليه لقب «الباشوية» ولكنه رفضه بإصرار. وقد حافظ الحكيم على صداقته المتينة مع الأُسرة الهاشمية الحاكمة في كلّ من بغداد وعمّان، وظل طوال حياته يطالب بتوحيد تلك المدن في دولة عربية واحدة، يكون العرش فيها إما للشريف حسين بن على، قائد الثورة العربية الكبرى، أو لأحد أولاده.

## الاعتقال في زمن فرنسا
شمل حسن الحكيم العفو الفرنسي الأول عام 1922 فعاد إلى دمشق مع الدكتور عبد الرحمن الشهبندر ليشارك في ترتيب زيارة الدبلوماسي الأميركي شارل كراين إلى سورية، مما أثار حفيظة الفرنسيين الذين ألقوا القبض عليه وساقوه مكبلاً إلى سجن قلعة دمشق مع الشهبندر، بتهمة تقاضي أموال من الحكومة الأميركية لضرب المصالح الفرنسية في سورية. حُكم عليه بالسجن مدة عشر سنوات، قضى منها الحكيم تسعة عشر شهراً بين معتقلات جزيرة أرواد ودمشق.

## تأسيس حزب الشعب
وفي صيف عام 1925، تشارك حسن الحكيم مع عبد الرحمن الشهبندر تأسيس أول حزب سياسي عرفته البلاد في ظل الانتداب الفرنسي، وهو حزب الشعب. اُنتخب الشهبندر رئيساً للحزب وبات حسن الحكيم أميناً عاماً له، مشرفاً على تنفيذ سياسته الرامية إلى تحرير البلاد من الهيمنة أوروبية وتأسيس نظام حكم ملكي دستوري. وقد ضم الحزب شخصيات سياسية بارزة مثل فارس الخوري وجميل مردم بك ولطفي الحفار.

## المنفى الثاني بين فلسطين والعراق
ولكن نشاط الحزب لم يستمر بسبب دعم الشهبندر والحكيم للثورة السورية الكبرى ومشاركتهم قائدها العام سلطان باشا الأطرش في نقل المعارك من جبل الدروز إلى غوطة دمشق. حُكم على حسن الحكيم بالإعدام، فهرب إلى فلسطين، حيث أصبح مديراً للبنك العربي في يافا، ومن ثمّ إلى بغداد ليلتحق بالملك فيصل الأول الذي توّج من قبل الإنكليز ملكاً على العراق. وفي بغداد قام بتأسيس المصرف الزراعي والصناعي العراقي حتى وصول الكتلة الوطنية إلى الحكم في سورية عام 1936.

## الحكيم وزيرًا في عهد الأتاسي
عند انتخاب هاشم الأتاسي رئيساً للجمهورية، صدر قرار عفو عام عن كافة المبعدين السياسيين وعاد حسن الحكيم إلى دمشق ليتم تعينه مديراً عاماً للأوقاف الإسلامية وأصبح بعدها مديراً للمصرف الزراعي في سورية ثمّ وزيراً للمعارف في حكومة الرئيس نصوحي البخاري ما بين نيسان وتموز 1939.

## مقتل الشهبندر
وفي صيف عام 1940 اغتيل صديقه الدكتور عبد الرحمن الشهبندر في عيادته الطبية بدمشق وأشرف حسن الحكيم على تشكيل فريق من المحامين لمتابعة القضية، نيابة عن أُسرة الشهبندر التي كانت تثق به كثيراً. لم يرضَ حسن الحكيم عن نتائج المحكمة الاستثنائية التي شُكلت للتحقيق في الجريمة وظل يحاول إعادة فتح الملف بالرغم من معارضة حكومة الانتداب.

## حكومة الحكيم الأولى
وخلال الحرب العالمية الثانية وقع الخيار على حسن الحكيم لتأليف حكومة وحدة وطنية في عهد الرئيس تاج الدين الحسني. كان الشيخ تاج مُعيناً من قبل الجنرال شارل ديغول ولا يملك أي شرعية دستورية فقرر التعاون مع الحكيم لإضفاء الشرعية على حُكمه. قبِل حسن الحكيم التكليف وشكل وزارته الأولى يوم 20 أيلول 1941. أبقى لنفسه حقيبة المالية، إضافة لرئاسة الحكومة، وتعاون مع رجل القانون فايز الخوري، الذي أصبح وزيراً للخارجية في عهده وهو شقيق الرئيس فارس الخوري، أحد أركان الكتلة الوطنية. كما جاء بأحد مناصري الشهبندر القدامى، المحامي زكي الخطيب وزيراً للعدل وبعبد الغفار باشا الأطرش من قادة الثورة السورية الكبرى، وزيراً للدفاع وهي المرة الأولى التي يصل بها أحد أبناء الطائفة الدرزية إلى منصب حكومة في سورية. كما مد يده للعلويين وعيّن أحد أبنائهم منير العباس وزيراً للأشغال العامة، وهي سابقة أخرى في تاريخ سورية، كما أسند وزارة الاقتصاد إلى محمّد العايش، أحد أعيان مدينة دير الزور. وأخيراً جاء بفيضي الأتاسي من حمص، وهو من أركان الحركة الوطنية، وزيراً للمعارف وكلّف حكمت الحراكي من زعماء معرة النعمان بحقيبة الإعاشة.
وفي الأيام الأولى لحكومة الحكيم، نالت سورية استقلالها من الانتداب الفرنسي، وتم ذلك في حفل كبير أقيم في السراي الحكومي بساحة المرجة يوم 27 أيلول 1941، حضره رئيس الجمهورية وسفراء بريطانيا وإيطاليا وبلجيكا والسعودية ومصر. وافقت فرنسا على منح سورية الاستقلال وعلى توحيد دولتي العلويين والدروز مع بقية المدن سورية، ولكنها اشترطت عدم سحب الجيش الفرنسي حتى انتهاء معارك الحرب العالمية الثاني في أوروبا. استمرت حكومة الحكيم في العمل حتى 17 نيسان 1942، عندما قَدمت استقالتها احتجاجاً على تدخلات رئيس الجمهورية المتكررة في عمل رئيس الحكومة والوزراء.

## الحكيم ودستور عام 1950
وفي عهد الاستقلال، حافظ حسن الحكيم على مكانته السياسية والفكرية بالرغم من معارضته الشديدة لحكم العسكر، بداية بالزعيم حسني الزعيم ومروراً باللواء سامي الحناوي وصولاً للعقيد أديب الشيشكلي. بعد انهيار حكم الزعيم في آب 1949 انتخب حسن الحكيم مُشرعاً في المؤتمر التأسيسي المُكلّف بوضع دستور جديد للبلاد، يعطي صلاحيات أوسع لرئيس الحكومة على حساب رئاسة الجمهورية. كما شارك في صياغة القسم الرئاسي الجديد، الذي خلا من أي إشارة إلى النظام الجمهوري، مما اعتبره البعض تمادياً هاشمياً على سورية تمهيداً لضم سورية إلى العراق ووضعها تحت عرش الأسرة الهاشمية الحاكمة في بغداد. وبعد الانتهاء من العمل على الدستور الجديد، تحول المجلس الدستوري إلى برلمان مُنتخب، وكان حسن الحكيم فيه ممثلاً عن دمشق. وفي هذا العهد، عُيّن وزيراً للدولة في حكومة الرئيس ناظم القدسي من أيلول 1950 وحتى آذار 1951.

## الحكومة الثانية
وفي صيف عام 1951، تم تكليفه مجدداً بتشكيل الحكومة السورية من قبل رئيس الجمهورية هاشم الأتاسي. شُكلت حكومة حسن الحكيم الثانية والأخيرة على الشكل التالي: فيضي الأتاسي للخارجية، فتح الله أسيون للصحة، شاكر العاص للاقتصاد، فوزي سلو للدفاع، رشاد برمدا للدفاع، حامد الخوجة للأشغال العامة والمواصلات، عبد الوهاب حومد للمعارف، عبد العزيز حسن للعدل ومحمّد مبارك للزراعة. معظم الوزراء كانوا من المحسوبين على التيار الهاشمي المنادي بوحدة سورية عراقية. ومع ذلك، لم يشر حسن الحكيم في برنامج حكومته إلى أي مشروع وحدوي لا مع العراق ولا مع الأردن، واكتفى فقط بالمطالبة بعلاقات متينة مع دول الجوار كافة.
واجهت حكومته تحديات كبيرة، كان أولها النقص الحاد في الحبوب والمؤن، الذي تمت معالجته باستيراد 50 ألف طن من القمح من تركيا. وشهدت فترة حكمه مظاهرات عارمة لموظفي القطاع العام المطالبين بزيادة في رواتبهم، ولكن حسن الحكيم رفض الاستجابة بسبب عجز كبير في الموازنة العامة قائلاً: «لا يمكنني إعطاؤكم ما لا أملكه، فأنا مسؤول أمامكم وأمام المكلفين ضريبياً ولا أستطيع فرض أي ضريبة جديدة على الناس لتأمين كتلة مالية لرفع الرواتب.»  وفي 28 تشرين الثاني 1951 قدم حسن الحكيم استقالة حكومته وغاب عن أي نشاط سياسي من بعدها، باستثناء ظهور لافت في منزل الوزير أحمد الشرباتي عام 1961 لتأييد انقلاب الانفصال الذي أطاح بالوحدة السورية المصرية. وفي عهد الانفصال، ظلّ ينشر مقالاً أسبوعياً في جريدة الأيام وآخر في مجلّة الدنيا، ليتفرغ من بعدها لكتابة المؤلفات والمذكرات.

## مؤلفاته
في سنواته الأخيرة وضع حسن الحكيم عدداً من الكتب التي تُعد حجرَ أساس في مكتبة التاريخ السوري المعاصر. ومنها: 
1. «مذكراتي» (بيروت 1965)
2. «الوثائق التاريخية المتعلقة بالقضية السورية في العهدين العربي الفيصلي والانتداب الفرنسي» (بيروت 1974)
3. «خبراتي في الحكم» (دمشق 1978)
4. «عبد الرحمن الشهبندر حياته وجهاده» (بيروت 1985) وهو آخر مؤلفاته، جعله عن صديق عمره الشهبندر.

وأهدى مكتبته العامرة إلى مكتبة المتحف الوطني بدمشق ودار الوثائق التاريخية ومكتبة جامعة دمشق وجمعية المقاصد الخيرية في بيروت. أما القسم الأخير من المكتبة المتعلق بتاريخ سورية فقد بقي مع ابنه قبل أن تنتقل ملكيته إلى حفيده الدكتور وسيم هاني الحكيم، عميد كلية الزراعة في جامعة دمشق. وعمل وسيم الحكيم الحفيد مع المؤرخ السوري سامي المبيّض على جمع الرسائل المتبادلة بين جدِّه وعبد الرحمن الشهبندر وصدرت في كتاب حمل عنوان «الرسائل المفقودة» (دمشق 2015).